# Le Frangin d'Amérique (téléfilm)

Le Frangin d'Amérique est un téléfilm français réalisé par Jacques Fansten. Il a été diffusé le 10 octobre 2005 et le 16 juillet 2008 sur France 2.

## Synopsis
Le film suit les vifs échanges et l'évolution d'un groupe d'adolescents en 1960, inscrit en classe de seconde, qui commence à développer sa propre notion de liberté et réagir fasse à l'éducation trop stricte qu'il reçoit. Pendant ce temps, la guerre d'Algérie s'enlise et le mythe Américain se développe, avec la nouvelle vague et les années rock. La venue d'Alexandre Beaufort, un prof de français marginal, provocateur mais attentif, va leur permettre de s'enrichir et de « s'ouvrir au monde qu'ils auront à construire ».

## Fiche technique
- Réalisation : Jacques Fansten, assisté de Rodolphe Tissot
- Scénario : Louis Bériot et Jacques Fansten (d'après le roman éponyme de Louis Bériot)
- Production : Dominique Antoine[3]
- Photographie : Bertrand Mouly[4]
- Musique : Jean-Marie Sénia[4]
- Durée : 110 minutes
- Première diffusion : 10 octobre 2005[1]

## Distribution
- Bruno Wolkowitch : Alexandre Beaufort
- Barbara Probst : Juliette
- Grégoire Leprince-Ringuet : Antoine
- Léopoldine Serre : Marie-Claire
- Esteban Carvajal-Alegria : Carlo
- Aurélien Wiik : Serge
- Marion Breele : Nicole
- Cyril Leflo : Félix
- Nicolas Gatulle : Ladislas

## Distinctions
- 2005 : Prix du meilleur téléfilm au Festival de la fiction TV de Saint-Tropez[1].
- 2005 : Prix révélation et découverte attribué aux jeunes comédiens au Festival de la fiction TV de Saint-Tropez[1].